# Osip Antonovič Kozlovskij
Osip Antonovič Kozlovskij in russo О́сип Анто́нович Козло́вский?, in polacco Józef Kozłowski (Propojsk, 1757 – San Pietroburgo, 11 marzo 1831) è stato un compositore russo-polacco di origini polacche e bielorusse.

## Biografia
Per la maggior parte della sua vita Osip Kozlovskij risiedette alla Corte imperiale russa, per cui scrisse la maggior parte della sua musica. In Russia divenne popolare soprattutto per le sue polacche patriottiche.
Nacque a Propojsk (oggi Slaŭharad in Bielorussia) in una famiglia della nobiltà bielorussa e cantò nel coro delle voci bianche della cattedrale di Varsavia. Dal 1775 fu attivo a Trakai nel palazzo di Tadeusz Franciszek Ogiński come insegnante di Michał Kleofas Ogiński (1765–1833) statista, ribelle e compositore, noto per la sua polacca Pożegnanie Ojczyzny / Razvitannie z Radzimaj (Addio alla Patria).
Si stabilì in Russia nel 1786 e fu coinvolto nella guerra contro l'Impero ottomano. Si arruolò nell'esercito come aiutante di campo del principe Vasilij Michajlovič Dolgorukov. Presto divenne noto al principe Grigorij Potëmkin, primo ministro di Caterina II fra il 1774 e il 1776. Colpito dal talento musicale di Kozlovskij, Potëmkin lo presentò a Corte.
Nel 1791 scrisse la musica per l'inno nazionale russo (non ufficiale) Grom pobedy, razdavajsja! ("Risuoni il tuono della vittoria!"), su testo di Gavriil Deržavin. La seconda parte di questa polacca sarà citata da Pëtr Il'ič Čajkovskij nella scena finale dell'opera La dama di picche.
Quando il teatro privato del conte Nikolaj Šeremetev si trasferì da Kuskovo a Ostankino, il 22 luglio 1795 come prima rappresentazione andò in scena l'opera di Kozlovskij Зельмира и Смелон, или Взятие Измаила — (Zel'mira e Smelon, o la presa di Izmaïl), un dramma lirico su libretto di Pavel Potëmkin. Il famoso soprano Praskov'ja Žemčugova interpretò il ruolo della prigioniera turca Zel'mira. L'opera è stata rappresentata nuovamente il 28 agosto 2004 sempre al Palazzo Ostankino.
Fra il 1799 e il 1819 Kozlovskij diresse le orchestre teatrali e il collegio teatrale di San Pietroburgo. Kozlovskij compose un famoso requiem in mi bemolle minore Missa pro defunctis per la morte di Stanisław August Poniatowski, re di Polonia, su commissione dello stesso re ed eseguito il 25 febbraio 1798 a San Pietroburgo. Scrisse un altro requiem per lo zar Alessandro I. La sua notevole produzione comprende le opere Edip in Afinach (Edipo in Atene, 1804), Fingal (da una tragedia di V. Ozerov, 1805), Tsar Edip (Edipo Re) (1816), Esphir (da Racine 1816), musica liturgica fra cui un Te Deum, cantate, cori, canzoni popolari (fra cui 28 canzoni russe), circa 70 polacche e altre danze per i balli di Corte.

## Discografia
- Music at the Court of St Petersburg, Vol. 2; Jana Ivanilova, Opus 111, OPS30179, pubblicato il 7 aprile 1997, Audio CD DDD

Sono registrati i seguenti brani di Osip Kozlovskij:
- Almen nel ciel pietoso
- Polonaise, Pastorale
- Polonaise on a theme by Niccolò Piccinni
- Milaja večor sidela
- Polonaise, Fantaisie No 01
- Placido zeffiretto
- I Long for You Constantly
- Please, Madam, polonaise (pianoforte)
- I Want to Be a Little Bird (pianoforte)
- Last Night My Darling was Sitting (pianoforte)
- Ruby-Red Dawn is Already Glowing (pianoforte)
- Where, o Where Can I Hide Myself (pianoforte)

- Requiem e Salve Regina per soli, coro e orchestra (Реквием для солистов, хора и оркестра) - Galina Simkina soprano, Lidja Černych, soprano, Valentina Panina, mezzosoprano, Konstantin Lisovskij, tenore, Vladimir Matorin, basso, Coro di Stato di Mosca, Orchestra sinfonica del Ministero della Cultura dell'Unione Sovietica, direttore Vladimir Esipov, Melodiya, ADD, 1988.[4]